# 제주고등학교부설농업계고등학교공동실습소
제주고등학교부설농업계고등학교공동실습소(濟州高等學校附設農業系高等學校共同實習所)은 제주자치도 특성화고등학교 학생들에게 선진기계영농기술 및 첨단산업기자재의 조작·운용 기능을 연마시키고 관련 교과목 담당 교원의 전문성을 제고시키기 위하여 제주특별자치도교육청 산하에 설치된 소속기관이다.